# Luke Edward Wright

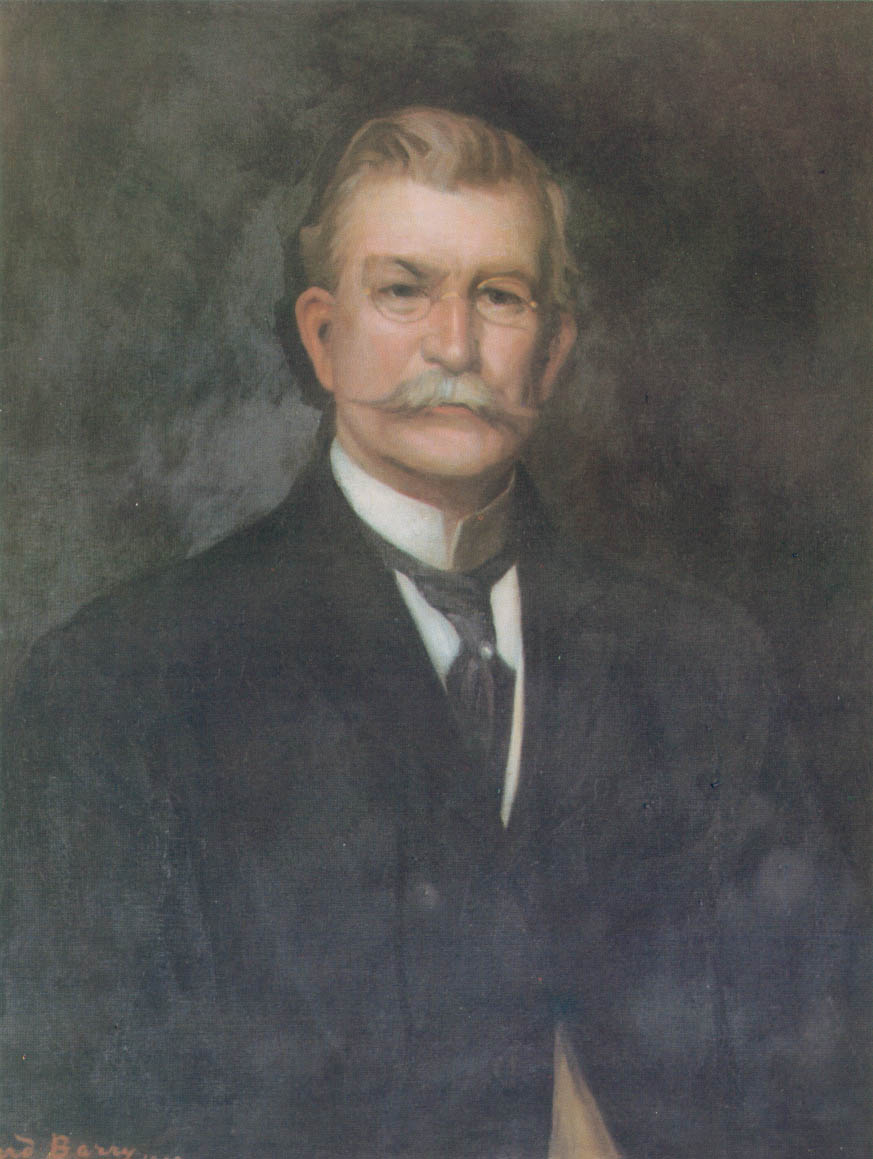
Luke Edward Wright

Luke Edward Wright (* 29. August 1846 in Giles County, Tennessee; † 12. November 1922 in Memphis) war ein US-amerikanischer Politiker, Generalgouverneur der Philippinen und Kriegsminister.
Bereits als 15-Jähriger trat er während des Bürgerkrieges freiwillig in das 154. Tennessee-Regiment der Konföderiertenarmee ein. Im Laufe des Krieges stieg er zum Second Lieutenant auf. Nach dem Krieg studierte er Rechtswissenschaften an der University of Mississippi sowie in der Kanzlei seines Vaters in Memphis. Anschließend arbeitete er selbst als Rechtsanwalt. Kurz darauf war er von 1870 bis 1878 acht Jahre lang Attorney General von Tennessee.
1900 wurde Wright Mitglied der Philippinischen Kommission und ein Jahr später Vizegouverneur der Philippinen. Am 1. Februar 1904 wurde er dann als Nachfolger von William Howard Taft Gouverneur der Philippinen. Am 3. November 1905 wurde er erster Generalgouverneur der Philippinen. Dieses Amt übte er bis zu seiner Ablösung durch Henry Clay Ide am 30. März 1906 aus. Anschließend war er vom 26. Mai 1906 bis zum 13. August 1907 Botschafter der Vereinigten Staaten in Japan.
Am 1. Juli 1908 berief ihn Präsident Theodore Roosevelt als Nachfolger von Taft zum 44. Kriegsminister der USA. Dieses Amt übte er jedoch nur bis zum 1. März 1909 aus. Während seiner Zeit im Kabinett verstärkte Wright Maßnahmen zur Entlassung unfähiger Offiziere und Beamter sowie zur Förderung von Luftfahrttechnologie. Nachdem Taft am 4. März 1909 selbst Präsident der USA wurde, zog sich Wright eine Woche später nach Memphis ins Privatleben zurück.